# João Mamicônio
João Mamicônio (em armênio/arménio: Յովհաննէս Մամիկոնեանը; romaniz.: Yovhannes Mamikonean) foi cronista de origem armênia praticamente desconhecido. A ele é atribuída a obra chamada História de Taraunitis, que o próprio autor alega ter compilado em 680-681 a partir de relatos mais breves e anteriores escritos pelos abades do Mosteiro de Glaco, no distrito de Taraunitis (no sudoeste da Armênia, a oeste do lago de Vã). Hoje, os autores consideram-a como uma produção posterior (pós-século VIII), escrita como falsificação deliberada. Provavelmente foi produzida em algum momento entre os séculos IX e XII e embora considerada por vários autores como não fiável, talvez possa ser comparada a outras obras coetâneas.

## Obra

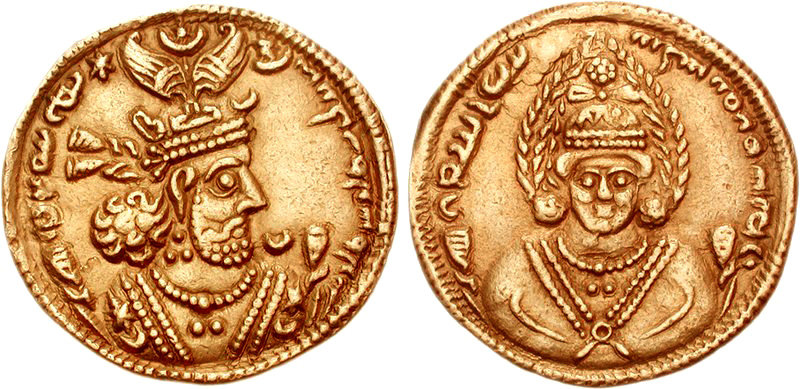
Dinar de r.

Apesar de seu nome, é um romance histórico dividido em 5 partes, descrevendo alegadamente eventos relevantes que ocorreram em Taraunitis na guerra de 602-628 entre o Império Sassânida do xá Cosroes II (r. 590–628) e o Império Bizantino dos imperadores Focas (r. 602–610) e Heráclio (r. 610–641). A obra descreve ações de cinco gerações da família Mamicônio (a casa principesca local) para proteger a região de investidas persas. Cada seção ou ciclo é dedicado às façanhas de Musel II, Vaanes II, Simbácio I, Vaanes III e Tiranes I. Às vezes são corajosos ou dúbios, sábios ou astutos, humildes ou bombásticos, humanos ou brutalmente impiedosos como a situação exige. Acima de tudo, são guerreiros sagrados do Santo Precursor (seu padroeiro) que zelosamente defendem o mosteiro de Glaco, assim como as igrejas e cristãos locais. Grande parte da narração descreve batalhas travadas e as táticas astutas usadas pelos taronitas para derrotar os invasores persas.

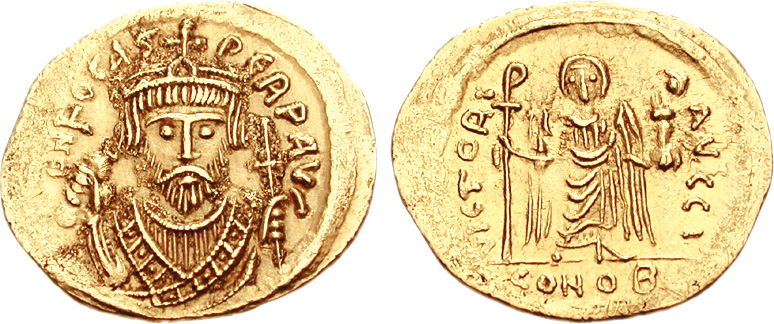
Soldo de Focas r.

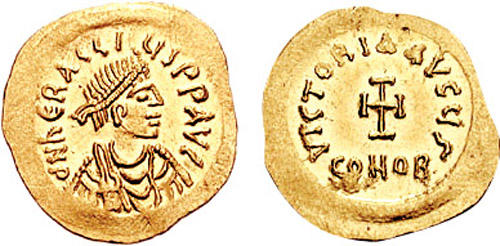
Tremisse de Heráclio r.

A obra possui impossibilidades cronológicas. É evidente que o autor fez uso de um série de fontes fontes armênias compostas após o final do século VII. Além das obras de Fausto, o Bizantino (século V) e Sebeos (século VII) de quem se inspirou, estava familiarizado com Moisés de Corene (século VIII?) e Leôncio (século VIII) e teceu em sua história episódios identificáveis de cada um. Escreveu num estilo pseudo-histórico, tentando imitar Fausto e Sebeos. Frequentemente fornece números puramente imaginários da força das tropas dos combatentes e dos números de baixas, bem como informações etimológicas próprias - e incorretas - sobre topônimos de Taraunitis. Há, além disso, tendência marcante de sua parte para deleitar-se com os detalhes sangrentos das crueldades da guerra. Para ele, o inimigo é quase humano e ele quer que se acredite que os armênios estão lutando contra os iranianos zoroastristas, mas talvez descreve os invasores de seus dias, árabes ou até mesmo seljúcidas. Percebe-se que João escreveu esse romance como literatura de satisfação de desejos aos armênios sitiados de um momento difícil.
Segundo Robert Bedrosian, João estava consciente de seu trabalho e temia que futuros escribas tentassem mudar sua composição ou ridicularizá-la. Assim, escreveu em seu colofão final: "Quando fizer uma cópia disso, não deixe nada parecer ridículo a ninguém. Em vez disso, reescreva meu exemplar completamente e sem exclusões [...]". Sua obra é o único exemplo existente de um romance medieval original em armênio, bem como contém um raro exemplo da poesia popular armênia medieval. A chamada "edição crítica" do texto foi publicada por Ashot Abrahamyan (Erevã, 1944), mas pelos vários erros que possuía não foi aceita pelos estudiosos. Muitos preferem a edição mxitarista mais antiga [Yovhannu Mamikoneni episkoposi Patmut'iwn Taronoy (Veneza, 1823, repr. 1889)].